# Newhaven Port
Newhaven Port (engelska: Newhaven Ferry Port) är en hamn i Storbritannien.   Den ligger i grevskapet East Sussex och riksdelen England, i den södra delen av landet, 80 km söder om huvudstaden London.